# Hemistoma gemma
Hemistoma gemma é uma espécie de gastrópode  da família Hydrobiidae.
É endémica da Austrália.